# Henry Welfare
Henry „Harry“ Welfare (* 20. August 1888 in Liverpool; † 1. September 1966 in Angra dos Reis) war ein englischer Fußballspieler und ‑trainer. Er spielte als Stürmer.

## Karriere
Welfare wurde erstmals am 15. Februar 1913 in einem Heimspiel in Liverpool als Ersatz für Bill Lacey (1889–1969) gegen Sheffield Wednesday eingesetzt. Die Zeitschrift Liverpool Echo berichtete im Anschluss:

“He resembles Blanthorne in that he is of big height, can head a ball, and has a cramped run. He worked like a “brick” all through the game, and his dash, tired as he was from the three-quarters stage, was ever to be feared.”

„Er ähnelt Blanthorne darin, dass er von großer Statur ist, einen Ball köpfen kann und eng am Gegner läuft. Er hat das ganze Spiel über wie ein „Ziegelstein“ gewirkt, und sein Abschuss, müde wie er von der Dreiviertel-Etappe war, war immer gefürchtet.“

In der Saison 1912/13 spielte er im Februar und März 1913 vier Mal für den Liverpool FC in der ersten englischen Liga und erzielte bei einem 2:1-Heimsieg gegen Derby County sein einziges Tor. Liverpool wurde in jener Saison Zwölfter. Er wurde danach noch im Spiel gegen Tottenham und ein weiteres Mal in der ersten Mannschaft eingesetzt.
Als Amateur zog er im August 1913 nach Rio de Janeiro, um als Geographie- und Mathematiklehrer am Gymnasium Anglo-Brasileiro zu arbeiten, der Zweigstelle einer 1909 von Charles W. Armstrong gegründeten Schule. J. A. Quincey-Taylor, der Sportlehrer der Schule, war zugleich der Trainer der ersten Mannschaft des Fluminense Football Clubs. Er nutzte das Talent Welfares für seine Mannschaft. In Brasilien wurde sein Status als Amateur von der Liga Metropolitana in Frage gestellt, da er weit oben auf der Liste der Torschützen stand. George Patterson vom FC Liverpool versicherte der brasilianischen Ligabehörden, dass Harry Welfare immer als Amateur für diesen Club gespielt habe und, dass er, seines Wissens nach, zuvor bereits für mehrere lokale Teams gespielt habe aber immer als Amateur und nie als Profi gespielt habe.
Er hatte von 1913 bis 1924 eine erfolgreiche Karriere bei Fluminense. Er gewann mit ihnen in den Jahren 1917 bis 1919 dreimal die Meisterschaften von Rio de Janeiro und erzielte in 166 Spielen 163 Tore. Im Dezember 1915 und Januar 1916 bereiste er mit Flamengo Nordbrasilien, wo er in vier Spielen sieben Tore schoss.
Zwischen 1926 und 1937 sowie 1940 war Welfare Trainer des CR Vasco da Gama in Rio de Janeiro. 1929, 1934 und 1936 gewann er dabei die Meisterschaft von Rio.
Etwa 1945 zog er sich nach Angra dos Reis an der Bahia Grande etwa 150 Kilometer westlich von Rio zurück, wo ihm im Juni 1960 die Ehrenbürgerschaft zuteilwurde. Dort verstarb er am 1. September 1966 im Alter von 78 Jahren.